# Hymn Zjednoczonych Emiratów Arabskich
`īšī bilādī (Iszi biladi, "Żyj mój kraju") – hymn państwowy Zjednoczonych Emiratów Arabskich. Melodia została przyjęta w 1971 roku, a słowa w 1996. Muzykę skomponował Muhammad Abd al-Wahhab, a słowa napisał Arif asz-Szajch Abdullah al-Hassan.

## Wersja arabska
عيشي بلادي عاش اتحاد إماراتنا

عشت لشعب دينه الإسلام هديه القرآن

حصنتك باسم الله يا وطن

بلادي بلادي بلادي بلادي

حماك الإله شرور الزمان

أقسمنا أن نبني نعمل

نعمل نخلص نعمل نخلص

مهما عشنا نخلص نخلص

دام الأمان وعاش العلم يا إماراتنا

رمزالعروبة كلنا نفديكِ

بالدماء نرويكِ

نفديك بالأرواح يا وطن

## Transkrypcja łacińska słów arabskich
ʿīšī bilādī, ʿāš ittiḥādu imārātinā
ʿišta li-šaʿbin
Dīnuhu l-islāmu hadīhu l-qurʿānu
Ḥaṣṣantuki bismillāhi jā waṭanu
Bilādī, bilādī, bilādī, bilādī
Ḥamāki l-ilāhu šurūra z-zamāni
Aqsamnā an nabnī na`malu
Naʿmalu nahlaṣu naʿmalu nahlaṣu
Muhimman ʿišnā nahlaṣu nahlaṣu
Dām al-amān wa ʿāš al-ʿalamu jā imārātinā
Ramzu l-ʿurūbati
Kullunā nafdīki bid-dimā nurwīki
Nafdīki bil-arwāḥi jā waṭanu

## Polskie tłumaczenie
Niech żyje mój kraj, unia naszych emiratów
Żyjący dla narodu
Którego religią jest islam, a przewodnikiem Koran
Uczyniłem cię silniejszym w imieniu Boga, o Ojczyzno
Mój kraju, mój kraju, mój kraju, mój kraju
Bóg ochronił nas przed złem
Przysięgliśmy budować i pracować
Pracować uczciwie, pracować ciężko
Do końca naszych dni będziemy prawdziwi, uczciwi
W bezpiecznym kraju, pod naszą flagą, o Emiraty
Symbolu arabizmu
Poświęcimy się dla ciebie, damy ci naszą krew
Poświęcimy dla ciebie nasze dusze, o Ojczyzno